# عشرق
العشرق (الاسم العلمي: Circaea)ويطلق عليه أيضًا  أو الكاسيا، جنس نباتات مزهرة من فصيلة الأخدرية. أنواعه من 7 إلى 10، وهي نباتات غابية توجد في جميع أنحاء المناطق المعتدلة في نصف الكرة الشمالي.
يعتبر نبات العشرق من النباتات التي تستحمل الظروف المناخية الحارة، فهي تحتاج إلى ري قليل، وأكثر ما يميزها أنها دائمة الخضرة تحت أي ظرف، وتحتاج إلى صيانة محدودة. أوراق العشرق بيضاوية الشكل، لونها أخضر مزرق، لديها أزهار صفراء ذات بتلات مخططة لونها بنفسجي، حجمها يصل إلى 2 سم. كما يعتبر العشرق من النباتات الطبية العلاجية. 
العشرق هو أسم يطلق على ثمار نبات السنامكي (.Cassia senna L) المشهور لخواصه المسهلة.